# Besitzmittlungsverhältnis
Als Besitzmittlungsverhältnis wird das im deutschen Sachenrecht in § 868 BGB geregelte Verhältnis zumindest zweier Personen in Bezug auf die tatsächliche Herrschaft über eine Sache bezeichnet. Ein Besitzmittlungsverhältnis liegt vor, wenn jemand eine Sache für einen anderen unter Anerkennung seines besseren Besitzrechtes besitzen will und er diesem aufgrund eines tatsächlichen oder vermeintlichen Besitzverhältnisses auf Zeit zum Besitz berechtigt beziehungsweise verpflichtet ist, sofern sich aus dem Rechtsverhältnis ergibt, unter welchen Voraussetzungen Herausgabe verlangt werden kann.
Die daran Beteiligten sind – im einfachsten Zwei-Personen-Verhältnis – der unmittelbare Besitzer, der die Sache, bildlich gesprochen, in Händen hält und der mittelbare Besitzer, der zwar keine echte Herrschaft über die Sache hat, dem aber vom unmittelbaren Besitzer der Besitz solange und soweit vermittelt wird, als ihm gegenüber der unmittelbare Besitzer zum Besitz der Sache berechtigt oder verpflichtet ist und als sich der unmittelbare Besitzer nicht abredewidrig zum Eigenbesitzer aufschwingt. 
Während nur der unmittelbare Besitzer, der auch Besitzmittler genannt wird, echten Besitz im Sinne einer tatsächlichen Zugriffsmöglichkeit hat, ist der Besitz des mittelbaren Besitzers ein aus Gründen des Verkehrsinteresses fingierter Besitz, weil eine tatsächliche Herrschaft des mittelbar Besitzenden über die Sache gerade fehlt. 
Es kann dabei immer nur eine Ebene des tatsächlichen unmittelbaren Besitzes, aber fast beliebig viele Ebenen des mittelbaren Besitzes geben.

## Beispiele
- Der Mieter, der die Mietsache erhalten hat, ist unmittelbarer Fremdbesitzer dieser Sache. Weil er dem Vermieter gegenüber zum Besitz berechtigt, aber auch zur Rückgabe verpflichtet ist, vermittelt er diesem mittelbaren Besitz. Der Vermieter ist mittelbarer Eigenbesitzer.
- Der Verwahrer ist unmittelbarer Fremdbesitzer der in Verwahrung gegebenen Sache. Weil er dem Hinterleger zur Aufbewahrung, also zum Besitz, aber auch zur Rückgabe verpflichtet ist, ist der Hinterleger mittelbarer Eigenbesitzer.
- Dreipersonenverhältnis: Der Mieter eines Ladenlokales in einem Einkaufszentrum ist unmittelbarer Fremdbesitzer des Lokales und vermittelt seinem Vermieter mittelbaren Besitz. Der Vermieter wiederum hat das ganze Einkaufszentrum vom Eigentümer gepachtet, vermittelt also dem Eigentümer selbst mittelbaren Fremdbesitz, dieser ist mittelbarer Eigenbesitzer.